# Xã Ruth A, Quận Stone, Missouri
Xã Ruth A (tiếng Anh: Ruth A Township) là một xã thuộc quận Stone, tiểu bang Missouri, Hoa Kỳ. Năm 2010, dân số của xã này là 4.227 người.